# Teillet
Teillet – miejscowość i gmina we Francji, w regionie Oksytania, w departamencie Tarn.
Według danych na rok 1990 gminę zamieszkiwało 606 osób, a gęstość zaludnienia wynosiła 25 osób/km² (wśród 3020 gmin regionu Midi-Pireneje Teillet plasuje się na 517. miejscu pod względem liczby ludności, natomiast pod względem powierzchni na miejscu 437.).